# Загадка Эндхауза
«Загадка Эндхауза» (англ. Peril at End House, в другом переводе — «Преступление на вилле „Энд“») — детективный роман английской писательницы Агаты Кристи 1932 года. Является седьмой книгой, в которой расследование ведёт частный сыщик Эркюль Пуаро.

## Сюжет
Во время отдыха на английском побережье Эркюль Пуаро и капитан Гастингс знакомятся с молодой и очаровательной Магдалой «Ник» Бакли. После первой беседы с ней Пуаро показывает Гастингсу пулю, которая задела шляпку мисс Бакли и должна была её убить.
Пуаро решает защитить Ник и поймать преступника. Он и Гастингс приходят в дом Ник, который называется «Эндхауз» («дом на краю»). Пуаро объясняет ей ситуацию, а Ник признаётся, что до этого на неё было совершено три покушения, но она не придала этому значения, так как считала их несчастными случаями. Пуаро решает принять меры предосторожности и советует Ник позвать к себе подругу, которой она может доверять, чтобы та защитила её. Ник решает пригласить свою кузину Мегги Бакли.
Когда к Ник Бакли приходят гости с целью посмотреть на фейерверк, происходит преступление. Сначала Пуаро думает, что убита Ник, но когда он подходит к трупу, то видит, что это Мегги, которую перепутали с Ник из-за красной шали.
Теперь Пуаро берётся за расследование убийства и должен заботиться о жизни Ник Бакли.

## Герои
- Эркюль Пуаро — известный бельгийский частный детектив.
- Капитан Артур Гастингс — помощник и лучший друг детектива Э.Пуаро.

Жители «Эндхауза»:
- Магдала «Ник» Бакли — молодая активная девушка,хозяйка дома на окраине.
- Эллен — экономка в доме.
- Мистер Крофт — родом из Австралии, снимает комнату в «Эндхаузе».
- Миссис Крофт — жена мистера Крофта, тоже из Австралии.

Другие:
- Фредерика Райс — лучшая подруга Ник, главная подозреваемая.
- Джим Лазарус — молодой человек, арт-дилер, приятель Фредерики.
- Капитан Челленджер — молодой моряк, приятель Ник.
- Чарльз Вайз — двоюродный брат Ник Бакли, юрист.
- Мэгги Бакли — кузина Ник Бакли.

Второстепенные герои:
- Мистер Уитфилд — адвокат.
- Мистер Райс — исчезнувший муж Фредерики Райс, который сбежал.
- Старший инспектор Джепп — знакомый полицейский Эркюля Пуаро.
- Миссис Бакли — мать Мэгги.

## История публикации
Впервые роман был напечатан в феврале 1932 года в США компанией «Dodd Mead and Company» (270 страниц), затем — в Великобритании компанией «Collins Crime Club» (250 страниц), которая впоследствии всегда первой публиковала романы Агаты Кристи.
Роман посвящён Эдену Филлпотсу со словами «которому я всегда буду благодарна за его дружбу и ободрение, которое он мне дал несколько лет назад». В СССР впервые напечатан в журнале "Вокруг света" в 1965 г.

## Экранизации
- «Endhauzo paslaptis (Тайна Эндхауза)» (1981) — трехсерийный телефильм, снятый на Студии Литовской телерадиокомпании  (LRT) режиссером Балисом Браткаускасом. В роли Эркюля Пуаро — Видас Петкявичюс.
- «Загадка Эндхауза» (1989) — советская экранизация романа (режиссёр — Вадим Дербенёв). В роли Эркюля Пуаро — Анатолий Равикович[3].
- «Тайна дома на окраине» (1990) — один из эпизодов английского телесериала «Пуаро Агаты Кристи». В главной роли — Дэвид Суше, роль Ник Бакли исполнила Полли Уокер[3].

## Оценки
Сюжет романа был охарактеризован американским еженедельником «The New York Times Book Review» в 1932 году как «дьявольски умный».